# Illegittimo
Illegittimo (로얄로더?, Ro-yallodeoLR; lett. "Royal Loader") è una serie televisiva sudcoreana distribuita su Disney+ dal 28 febbraio al 3 aprile 2024.

## Trama
Kang In-ha si lascia alle spalle la propria vita di povertà dopo aver scoperto di essere il figlio illegittimo del proprietario di un chaebol. Ignorato dalla sua nuova famiglia, In-ha chiede aiuto al suo amico d'infanzia Han Tae-oh per ideare un piano che gli permetta di impossessarsi dell'azienda.

## Personaggi e interpreti
- Han Tae-oh, interpretato da Lee Jae-wook
- Kang In-ha, interpretato da Lee Jun-young
- Na Hye-won, interpretata da Hong Su-zu